# Si ai
Si ai è un singolo della rapper kosovara Tayna, pubblicato l'11 giugno 2024.

## Video musicale
Il video musicale, diretto da Sibel Abdiu, è stato reso disponibile il 3 luglio 2024 attraverso il canale YouTube dell'artista.

## Tracce
Testi di Doruntina Shala, musiche di Benny Bee.
Download digitale, streaming
1. Si ai – 2:46

Download digitale, streaming – Marshmello & Ukay Remix
1. Si ai (Marshmello & Ukay Remix) – 3:04

Download digitale, streaming – Topic Remix
1. Si ai (Topic Remix) – 2:26

## Formazione
- Tayna – voce
- Benny Bee – produzione
- Adam Piastowski – mastering, missaggio

## Successo commerciale
Si ai ha raggiunto la top ten della classifica globale di Shazam, facendo l'entrata in diverse classifiche internazionali digitali.

## Classifiche

### Classifiche settimanali
| Classifica (2024-25) | Posizione massima |
| -------------------- | ----------------- |
| Austria              | 28                |
| Germania             | 35                |
| Grecia               | 2                 |
| Israele              | 65                |
| Kazakistan           | 68                |
| Portogallo           | 177               |
| Svizzera             | 4                 |

### Classifiche di fine anno
| Classifica (2024) | Posizione |
| ----------------- | --------- |
| Svizzera          | 74        |